# Bogdan Wrzochalski

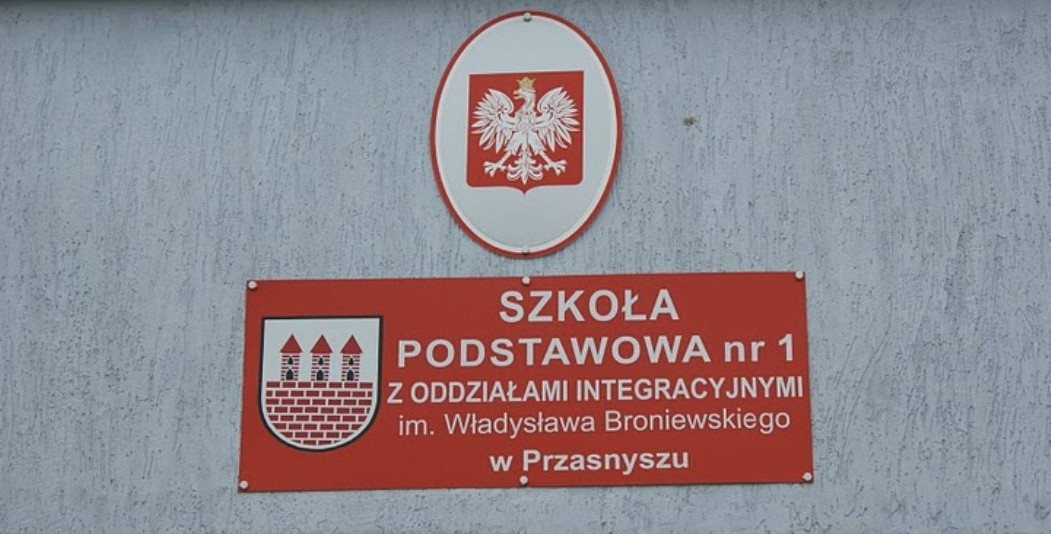
Przasnysz. Absolwent SP nr 1

Bogdan Wrzochalski (ur. 6 lutego 1954 w Przasnyszu) – polski filozof prawa, publicysta i dyplomata.

## Życiorys
Absolwent Szkoły Podstawowej nr 1 z 1969 r., następnie Liceum Ogólnokształcącego w Przasnyszu (matura 1973) i Wydziału Prawa Uniwersytetu Warszawskiego (dyplom 1977). W latach 1982–1983 odbył staż naukowy na Uniwersytecie Jagiellońskim, a w roku akademickim 1984/1985|85 przebywał na stypendium DAAD na uniwersytetach w Bonn i w Monachium. Pracował od 1978 r. w MSZ, w latach 1985–1989 uczestniczył jako prawnik m.in. w rokowaniach między PRL a NRD na temat rozgraniczenia obszarów morskich w Zatoce Pomorskiej. W latach 1993–1996 był naczelnikiem Wydziału Współpracy Transgranicznej, następnie przebywał w placówkach zagranicznych w Berlinie Zachodnim (1989–1990), Berlinie (1990–1993), Bratysławie (1996–1997) i ponownie w Berlinie (1997–2001).
W 1990 uzyskał tamże stopień doktora nauk humanistycznych w zakresie filozofii na podstawie dysertacji Filozofia prawa Gustawa Radbrucha kontra filozofia prawa w Trzeciej Rzeszy (promotor: Franciszek Ryszka). Za pracę doktorską otrzymał II nagrodę miesięcznika „Państwa i Prawa” w konkursie na najlepsze prace doktorskie i habilitacyjne (1992). Swoje poglądy naukowe prezentował m.in. na Światowym Kongresie Filozofii Prawa I Filozofii Społecznej w Getyndze w 1991 r. Jest członkiem Szwajcarskiego oraz Niemieckiego Stowarzyszenia Filozofii Prawa i Filozofii Społecznej, a także uczestnikiem konferencji tych stowarzyszeń.
W latach 2001–2004 był pierwszym radcą w Departamencie Europy MSZ, od 1 lipca 2007 do 25 sierpnia 2008 r. – chargé d’affaires ambasady RP w Bratysławie, później radcą-ministrem i kierownikiem Wydziału Politycznego. W latach 2010–2012 kierował aplikacją dyplomatyczno-konsularną w MSZ, a także prowadził wykłady dla pracowników MSZ z historii dyplomacji polskiej II RP oraz PRL. W 2004 r. uhonorowany został statuetką Przasnyskiego Koryfeusza. W 2008 r. otrzymał od Muzeum Kultury Żydowskiej w Bratysławie Medal Rabina Chatama Sofera. Jest członkiem honorowym polsko-słowackiego Euroregionu Tatry (2010).
W latach 2010–2014 wykładał na UKSW w Instytucie Politologii etykę dyplomatyczno-konsularną, etykę polityczną oraz etykę funkcjonariuszy służb państwowych. Od 22 września 2014 do 29 grudnia 2017 r. był zastępcą dyrektora Instytutu Polskiego w Wiedniu. Wykładowca akademicki, m.in. na Uniwersytecie Kardynała Stefana Wyszyńskiego w Warszawie. Publikował m.in. w Miesięczniku Literackim, Więzi, Przeglądzie Zachodnim. Jest autorem m.in. publikacji z zakresu etyki dyplomacji, w tym o postaci Raoula Wallenberga. Mieszka na stałe w Warszawie. 

## Ordery, odznaczenia i wyróżnienia
- Złoty Krzyż Zasługi
- Złoty Medal za Długoletnią Służbę
- medal Rabina Chatama Sofera
- uhonorowany statuetką Przasnyskiego Koryfeusza